# Historia colonial de los Estados Unidos
La historia colonial de los Estados Unidos abarca el período de la colonización europea de América del Norte desde finales del siglo XV hasta la unificación de las Trece Colonias británicas y la creación de los Estados Unidos en 1776, durante la Guerra de Independencia. A finales del XVI, Inglaterra, Francia, España y la República Holandesa lanzaron importantes expediciones de colonización en América del Norte. La tasa de mortalidad era muy alta entre los primeros inmigrantes, y algunos de los primeros intentos de colonización desaparecieron por completo, como ocurrió con la colonia inglesa perdida de Roanoke. No obstante, en el transcurso de varias décadas se establecieron colonias exitosas.
Los colonos europeos provenían de diversos grupos sociales y religiosos, incluyendo aventureros, agricultores, sirvientes por contrato, artesanos y, en menor medida, miembros de la aristocracia. Entre los colonos estaban los holandeses de Nueva Holanda, los suecos y finlandeses de Nueva Suecia, los cuáqueros ingleses de la Provincia de Pensilvania, los puritanos ingleses de Nueva Inglaterra, los caballeros virginianos, los católicos ingleses y los protestantes no conformistas de la Provincia de Maryland, los “poor relief” de la Provincia de Georgia, los alemanes que se asentaron en las colonias del Atlántico medio, y los escoceses del Ulster en las Montañas Apalaches. Todos estos grupos pasaron a formar parte de los Estados Unidos cuando obtuvo su independencia en 1776. También se incorporaron a Estados Unidos, en épocas posteriores, Alaska (anteriormente América Rusa), así como partes de Nueva Francia y Nueva España. Los colonos provenientes de estas diversas regiones construyeron colonias con estilos sociales, religiosos, políticos y económicos distintivos.
Con el tiempo, las colonias no británicas al este del río Misisipi fueron tomadas y la mayoría de sus habitantes fueron asimilados. Sin embargo, en Nueva Escocia, los británicos expulsaron a los acadianos franceses católicos, muchos de los cuales se trasladaron a Luisiana. Las dos principales rebeliones armadas fueron fracasos de corta duración en Virginia en 1676 y en Nueva York entre 1689 y 1691. Algunas colonias desarrollaron sistemas legales de esclavitud, centrados en gran medida en el comercio transatlántico de esclavos. Las guerras entre franceses y británicos fueron recurrentes durante las Guerras Franco-Indias. Para 1760, Francia fue derrotada y sus colonias fueron tomadas por Gran Bretaña.
En la costa este, las cuatro regiones inglesas distintas eran Nueva Inglaterra, las Colonias del Medio, las Colonias de la Bahía de Chesapeake (Alto Sur) y las Colonias del Sur (Bajo Sur). Algunos historiadores añaden una quinta región llamada “la Frontera”, que nunca fue organizada como una entidad separada. La colonización de lo que hoy son los Estados Unidos provocó un gran descenso de la población indígena, principalmente debido a enfermedades recién introducidas. Un porcentaje significativo de las tribus indígenas americanas que vivían en la región oriental había sido diezmado por enfermedades antes de 1620, posiblemente introducidas décadas antes por exploradores y marineros (aunque no se ha establecido una causa concluyente).

## El descubrimiento de América

Bandera del Virreinato de Nueva España que forma parte del Imperio español que fundó ciudades como San Francisco (California), Los Ángeles (California), San Antonio (Tejas), Pensacola (Florida) o San Agustín (Florida)

Según los historiadores el 12 de octubre de 1492 el navegante Cristóbal Colón al servicio de la Corona de Castilla arribo a las costas de lo que el pensó era la India pero resultó ser un continente desconocido aun para ellos y que hoy es llamado América. Su flota estaba compuesta por tres naves, llamadas La Niña, La Pinta y La Santa María, referidas como carabelas en la orden del Concejo de Andalucía de Santa Fe el 30 de abril de 1492. A lo largo del siglo XV y el siguiente, la conquista española de los territorios americanos abarcó El Caribe, Centroamérica, Sudamérica y, en Norteamérica, los territorios del oeste hasta Alaska y Florida en el sudeste, territorios a los que se agregó en 1763 la Luisiana tras el Tratado de París, región que comprendía más de doce mil kilómetros de norte a sur.

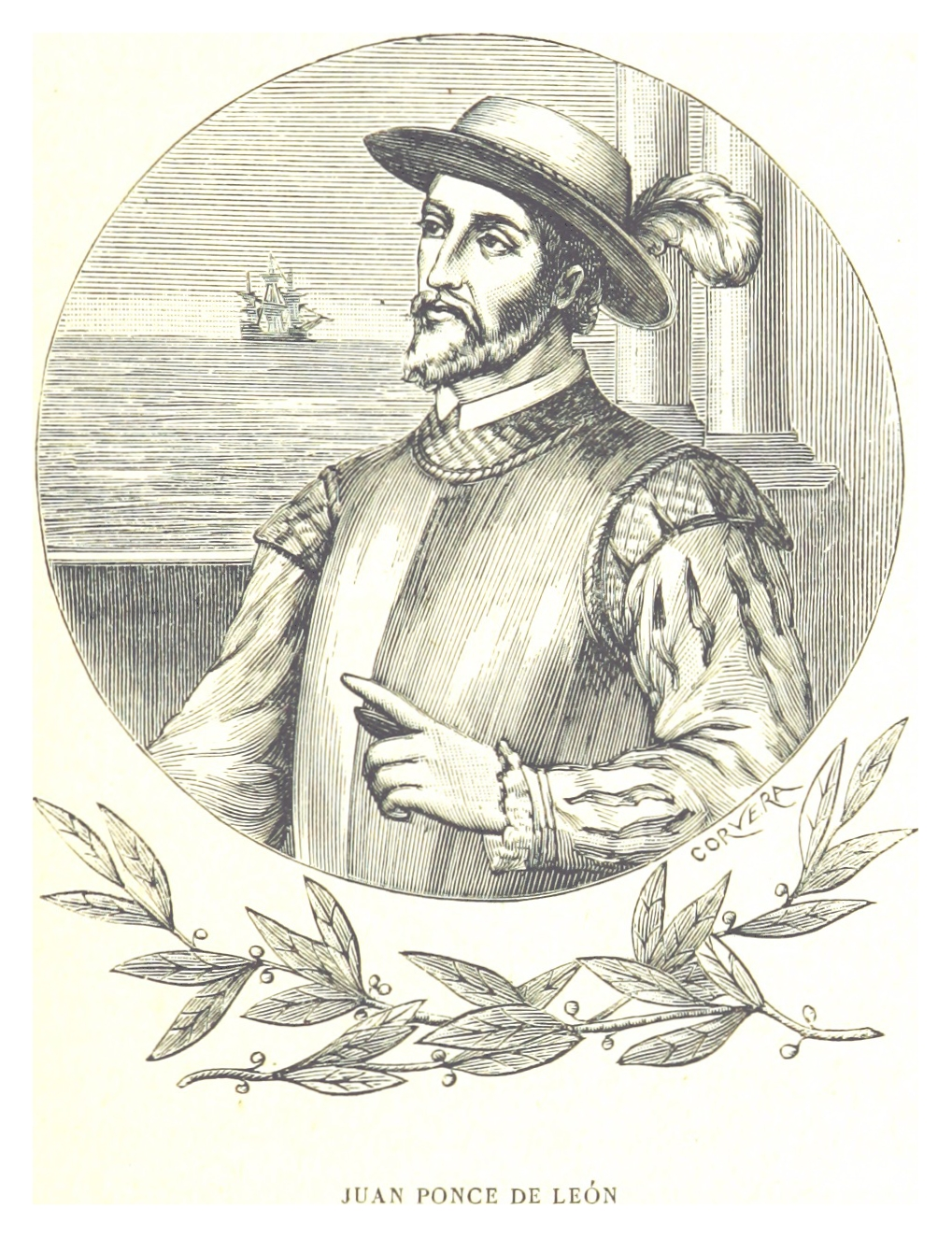
Juan Ponce de León (Santervás de Campos, Valladolid, España) fue uno de los primeros europeos en llegar al actual Estados Unidos ya que fue el descubridor de Florida, a la que dio su actual nombre.

Juan Ponce de León dio nombre a La Florida en 1513, cuando la tomó en nombre de la Corona de España. Hasta 1563, los españoles enviaron varias expediciones para explorarla, pero no llegaron a levantar ninguna fortificación estable. Sin embargo, la presencia en 1564 de un nutrido contingente de hugonotes franceses, que alzaron un fuerte en la desembocadura del río San Juan, supuso una seria amenaza que llevó a España a la decisión de establecer una presencia militar permanente en el área. El 28 de agosto de 1565, Pedro Menéndez de Avilés funda la ciudad de San Agustín. Es el asentamiento español y europeo más antiguo de los  EE. UU. Solo San Juan (Puerto Rico) fundada por Juan Ponce de León en 1521 lo supera como ciudad más antigua de "los Estados Unidos". Cabe decir sobre este asentamiento que en 1595, el británico Francis Drake fue derrotado en la bahía de San Juan por los cañones del Morro, en el transcurso de la que sería su última expedición contra América, falleciendo poco después tras ser derrotado de nuevo por los españoles en Panamá.

Imperios español y portugués en 1790.

En 1583, la Reina Isabel I de Inglaterra otorga una autorización al pirata Walter Raleigh para fundar una colonia al norte de La Florida, a la que llamaría Virginia, y que abarcaría más tarde las actuales Carolina del Sur, Carolina del Norte, Virginia, Virginia Occidental y Maine. Rápidamente se vio la posibilidad de explotar la zona con cultivos de tabaco, por lo que se creó en 1606 la Compañía de Virginia como sociedad anónima, que financió el primer establecimiento inglés.
La primera colonia inglesa (1587), ubicada en la isla Roanoke en Norteamérica, desapareció. En 1607, llegó otro grupo a Jamestown en la bahía de Chesapeake. Muchos murieron por hambre, enfermedades, ignorancia del medio ambiente y ataques de los indios. Finalmente, el capitán John Smith con la ayuda de la india Pocahontas se hizo cargo y salvó la colonia. Él tuvo que ausentarse en 1610: nuevamente murieron muchos. A partir de 1614, la situación mejoró: el colono John Rolfe se casó con Pocahontas y se calmó la situación de enfrentamiento con los indios. Rolfe impulsó la siembra de tabaco: tanto fue el éxito (pues los ingleses compraban la producción), que la empresa colonizadora decidió dar tierras a particulares para explotarlas. Cuando la Corona inglesa envió un gobernador para controlar la colonia, los colonos se rebelaron, diciendo que ellos tenían derecho a elegir quién los gobernaba. En 1619, los propietarios de tierra eligieron sus representantes al su “congreso” llamado Cámara de los Burgueses. Este cuerpo legislativo decidía cuánto impuesto tenía que pagar cada colono y cuánto se podía cobrar por el tabaco producido. Ese año llegaron mujeres a la colonia: se formaron familias que se sentían “en casa”. También llegaron muchos sirvientes por contrato a término fijo, quienes eran comprados por los colonos. Estos sirvientes trabajaban una cierta cantidad de años y después quedaban libres. Sin embargo, no faltaban los problemas: los indios se dieron cuenta de que cada vez iban a perder más tierra y atacaron la colonia. Los colonos los derrotaron y los indios tuvieron que ceder más tierra. El rey Jacobo I insistió en nombrar un gobernador para controlar la colonia, pero los colonos no se rindieron y el gobernador tuvo muchos enfrentamientos con la Cámara de los Burgueses, la cual finalmente arreglaba todos los problemas de la colonia de Jamestown.
Plymouth, ubicada en la bahía de Massachusetts, fue fundada por colonos puritanos ( un grupo de calvinistas) llamados los pilgrims (padres peregrinos) que llegaron en el navío Mayflower; venían huyendo de Inglaterra por la persecución de los anglicanos quienes encarcelaban a quienes no tuvieran su misma religión. Su líder era William Bradford. Los calvinistas creían en la predestinación: Dios había escogido de antemano quiénes se salvaban y quiénes estaban condenados. Además, creían que la forma de vida indicaba quién realmente había sido predestinado: había que dedicarse a trabajar y a ahorrar. Había que glorificar a Dios trabajando con honestidad para llegar a la prosperidad. Ante la persecución por parte de la iglesia Anglicana en Inglaterra, los puritanos buscaron la libertad de credo y por eso escogieron irse a Norteamérica. Lograron que la Compañía de Virginia les permitiera establecerse en sus dominios y le pagaban con pescado, madera y pieles. Una tormenta en el mar los alejó hacia el norte a Nueva Inglaterra, específicamente a Cape Cod. Antes de desembarcar, los colonos se constituyeron en un cuerpo político civil para garantizar su organización como comunidad. Todos los varones firmaron el Pacto del Mayflower por el cual acordaban formar un gobierno y obedecer leyes que respetaran la igualdad y la justicia. Tenían así su autogobierno. Estos primeros colonos dependieron mucho de los indígenas que allí habitaban. Sin embargo, no les demostraron lazos de afecto profundos: su intención no fue mezclarse con ellos, pues los consideraban una raza inferior no escogida por Dios. A pesar de ello, los indígenas, especialmente Squanto, quien había sido esclavo en España, les ayudaron a sobrevivir durante el primer invierno que en esa parte del continente es muy fuerte. Squanto les enseñó a pescar y a sacar ostras en el mar, a encontrar venado y pavos salvajes en los bosques y a sembrar maíz. Los colonos les agradecieron a los indios este gesto. Hoy en día, se recuerda este hecho con el Día de Acción de Gracias (Thanksgiving), la fiesta más significativa de los hogares estadounidenses, pues simboliza la gratitud y la unión de la familia. Plymouth fue creciendo lentamente y los colonos fueron aprendiendo a amar su nueva tierra. Su vida giró en torno a la iglesia y su economía hacia la elaboración de artículos manufacturados y el comercio.

Bandera de los Países Bajos, fundadora de Nueva Ámsterdam, actual Nueva York.

Evolución territorial de Norteamérica por estados-nación no nativos desde 1750 a 2008.

## Las trece colonias

Norteamérica hacia 1700.

Mapa de las Trece Colonias.

En 1733, los británicos habían ocupado trece colonias a lo largo de la costa del Atlántico, desde Nuevo Hampshire en el norte hasta Georgia en el sur:
- Colonias de Nueva Inglaterra:
  - Provincia de New Hampshire (1629-1776), más tarde Nuevo Hampshire, una colonia de la Corona.
  - Provincia de la Bahía de Massachusetts (1691-1776), más tarde Massachusetts y Maine, una colonia de la Corona.
  - Colonia de Rhode Island y las Plantaciones de Providence (1636-1776; más adelante, Rhode Island), una colonia de la Corona inglesa
  - Provincia de Connecticut (1636-1776), más tarde Connecticut, una colonia de la Corona.
- Colonias medias:
  - Provincia de Nueva York (1665-1783), más tarde Nueva York y Vermont, una colonia de la Corona.
  - Provincia de Nueva Jersey (1664-1776), más tarde Nueva Jersey, una colonia de la Corona.
  - Provincia de Pensilvania (1681-1783), más tarde Pensilvania, una colonia propietaria.
  - Colonia de Delaware (1664–1776) (antes de que 1776, los Condados más Bajos de Delaware), más tarde Delaware, una colonia propietaria.
  - Provincia de Maryland (1632–1776), más tarde Maryland,una colonia propietaria.

- Colonias del Sur (Virginia y Maryland comprendieron la Colonia de Chesapeake):
  - Colonia y Dominio de Virginia (1607-1776), más adelante Virginia, Kentucky, y Virginia Occidental, una colonia de la Corona.
  - Provincia de Carolina del Norte (1712-1776), más tarde Carolina del Norte y Tennessee, una colonia de la Corona.
  - Provincia de Carolina del Sur (1712-1776), más tarde Carolina del Sur, una colonia de la Corona.
  - Provincia de Georgia (1712-1777), más tarde Georgia, secciones del norte de Alabama y Misisipi, una colonia de la Corona

Los franceses controlaban Canadá y la Luisiana francesa, que comprendían toda la vertiente del río Misisipi: un imperio vasto con pocos habitantes. Entre 1689 y 1815, Francia y Gran Bretaña sostuvieron varias guerras y América del Norte se vio envuelta en cada una de ellas. En 1756, Francia e Inglaterra contendieron en la guerra de los Siete Años, conocida en Estados Unidos como la Guerra Francesa e Indígena. El primer ministro británico, William Pitt, invirtió soldados y dinero en América del Norte y ganó un imperio. Las fuerzas británicas tomaron las plazas fuertes canadienses de Louisburg (1758), Quebec (1759) y Montreal (1760).

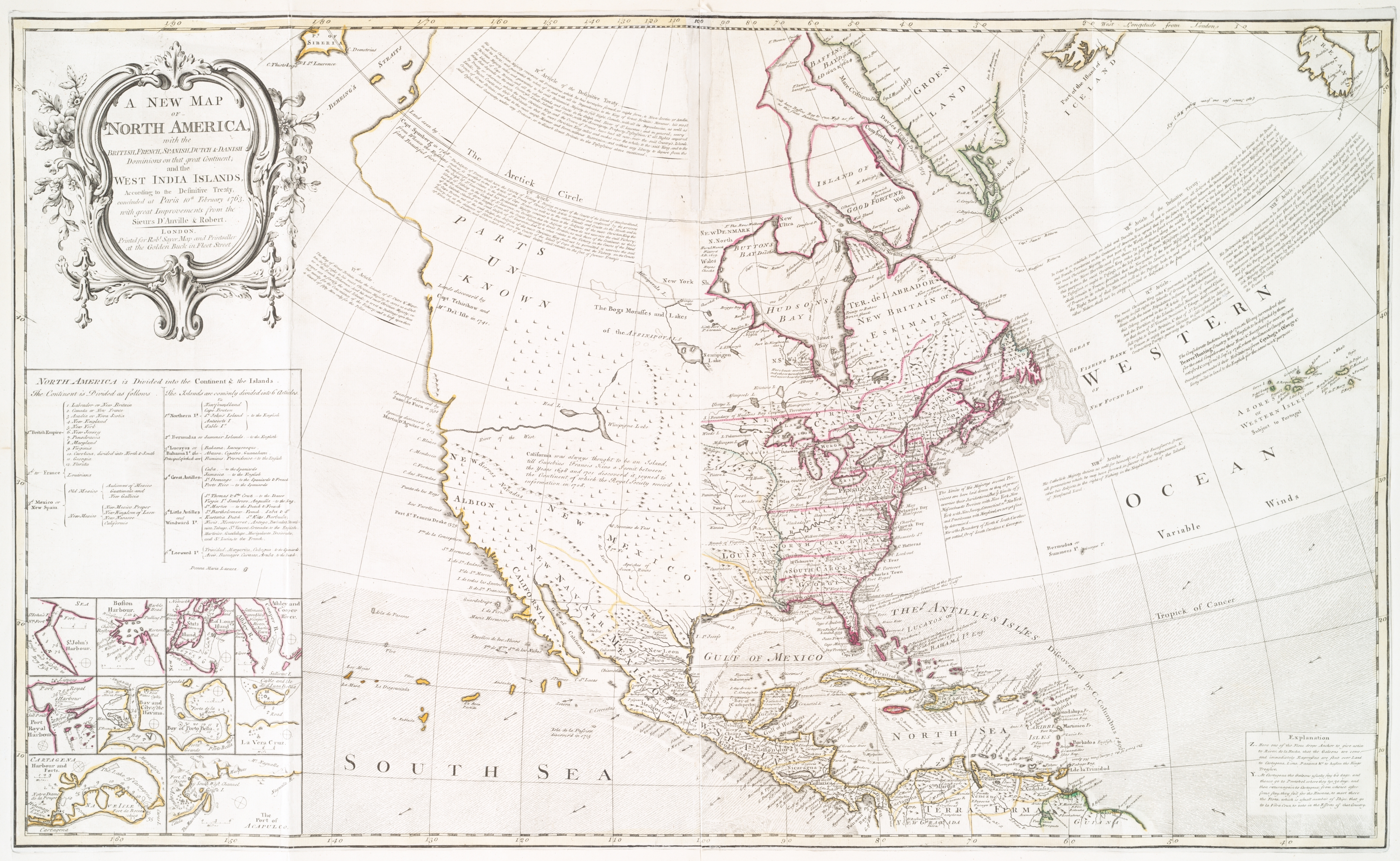
A new map of North America, elaborado tras el Tratado de París (1763).

El Tratado de París, firmado en 1763, concedió a Gran Bretaña derechos sobre Canadá y toda América del Norte al este del río Misisipi. La victoria de Inglaterra condujo directamente al conflicto con sus colonias estadounidenses. Para evitar que pelearan con los nativos de la región, llamados indios por los europeos, una Proclamación real de 1763 negaba a los colonos el derecho de establecerse al oeste de los montes Apalaches. El gobierno británico empezó a castigar a los contrabandistas e impuso nuevos gravámenes al azúcar, el café, los textiles y otros bienes importados. La Ley de Alojamiento obligó a las colonias a alojar y alimentar a los soldados británicos; y con la aprobación de la Ley de Estampillas, debían adherirse estampillas fiscales especiales a todos los periódicos, folletos, documentos legales y licencias.
Estas medidas parecieron muy justas a los políticos británicos, que habían gastado fuertes sumas de dinero para defender sus colonias estadounidenses durante y después de la Guerra Francesa e Indígena. Seguramente, su razonamiento era que los colonos debían sufragar parte de esos gastos. Pero los colonos temían que los nuevos impuestos dificultaran el comercio y que las tropas británicas estacionadas en las colonias pudieran usarse para aplastar las libertades civiles que los colonos habían disfrutado hasta entonces.
En general, los temores eran infundados, pero fueron los precursores de lo que han llegado a ser tradiciones profundamente arraigadas en la política estadounidense. Los ciudadanos desconfían del "gobierno poderoso"; después de todo, millones de inmigrantes llegaron a los Estados Unidos para escapar de la represión política. 
En 1765, representantes de nueve colonias se reunieron como "Congreso sobre la Ley de Estampillas" y protestaron contra el nuevo impuesto. Los comerciantes se negaron a vender productos británicos, los distribuidores de estampillas se vieron amenazados por la muchedumbre enardecida y la mayoría de los colonos sencillamente se negó a comprar las mencionadas estampillas. El parlamento británico se vio forzado a revocar la Ley de Estampillas, pero hizo cumplir la Ley de Alojamiento, decretó impuestos al té y a otros productos y envió funcionarios aduaneros a Boston a cobrar esos aranceles. De nuevo, los colonos optaron por desobedecer, así que se enviaron soldados británicos a Boston.
Las tensiones se aliviaron cuando lord North, el nuevo Primer ministro británico, eliminó todos los nuevos impuestos salvo el del té. En 1773, un grupo de colonos respondió a dicho impuesto escenificando la Fiesta del Té de Boston: disfrazados de indígenas, abordaron buques mercantes británicos y arrojaron al agua, en el puerto de Boston, 342 cajas de té. El Parlamento promulgó entonces las «Leyes Intolerables» (Intolerable Acts): la independencia del gobierno colonial de Massachusetts se restringió drásticamente y se enviaron más soldados británicos al puerto de Boston, que ya estaba cerrado a los buques mercantes. En septiembre de 1774 tuvo lugar en Filadelfia el Primer Congreso Continental, reunión de líderes coloniales que se oponían a lo que percibían como opresión británica en las colonias. Estos líderes instaron a los colonos a desobedecer las Leyes Intolerables y a boicotear el comercio británico. Los colonos empezaron a organizar milicias y a almacenar armas y municiones.

Bandera de las 13 colonias británicas

Bandera diseñada por Betsy Ross con 13 estrellas y 13 bandas, representando a las Trece Colonias.

La guerra comenzó oficialmente en 1775 y fue claramente de dominio inglés hasta la batalla de Saratoga, primera gran victoria americana, cuando Francia y, posteriormente España, entrarían en la guerra en apoyo de los independentistas estadounidenses. La guerra terminó en 1783 con la batalla de Yorktown. Por el Tratado de Versalles (1783), Inglaterra se vio obligada a reconocer la independencia de las trece colonias estadounidenses, tal y como éstas la habían establecido en la famosa Declaración de Independencia de los Estados Unidos de 1776.
Una vez lograda la independencia, resultó muy complicado poner de acuerdo a todas las antiguas colonias en si continuaban como estados independientes o si se reunían en una sola nación. Tras varios años de negociaciones, cincuenta y cinco representantes de las antiguas colonias se reunieron en 1787 en el Congreso de Filadelfia para redactar una constitución. Allí se acordó un gobierno federal único, con un presidente de la República y dos Cámaras Legislativas (Congreso y Senado) como solución intermedia. El Congreso redactó también la Constitución de 1787 y llamó a las elecciones por las que se invistió a George Washington como primer presidente de los Estados Unidos.